# RadioAstron

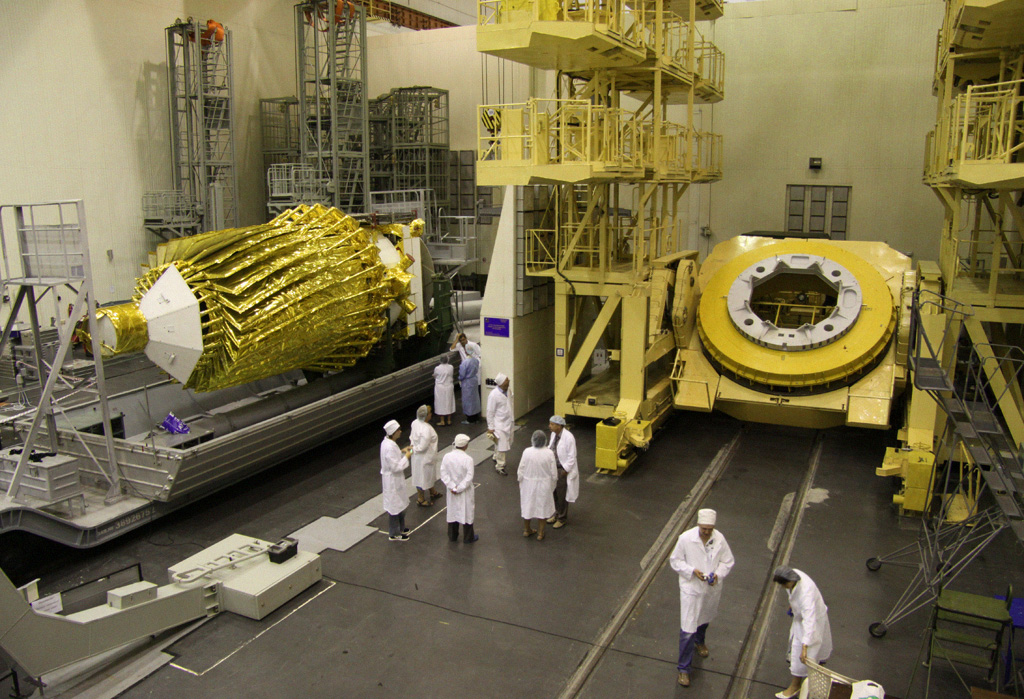
“Radiotelescopio espacial ruso Spektr R”. El radiotelescopio espacial ruso Spektr R en el complejo de integración y pruebas de la plataforma de lanzamiento número 31, el Centro Espacial de Baikonur.

RadioAstron (Spektr R, en ruso: Спектр-Р) es un observatorio astrofísico orbital ruso. Es financiado por el Centro Astro Espacial de Rusia y fue lanzado en órbita terrestre el 18 de julio de 2011, con un perigeo de 1000 km y un apogeo de 390 000 km. La capacidad de resolución del radiotelescopio Radioastrón supera en miles de veces los índices del telescopio Hubble que está en órbita desde 1990. El observatorio orbital rastrea galaxias lejanas, en particular puede estudiar detalladamente los alrededores de los agujeros negros sumamente grandes que según suponen los científicos, están entre los objetos más luminosos del Universo. Los especialistas suponen que en los próximos 10-15 años cambiará nuestros conceptos sobre el Universo. La misión del observatorio Spektr-R es un paso más a un rumbo a nuevos conocimientos astrofísicos.

## Historia
Han pasado más de una década en la fabricación. Spektr-R será el mayor telescopio jamás lanzado al espacio.
El proyecto Radioastron está diseñado por el Centro Espacial de Astro de la PN Lebedev (Instituto de Física de la Academia Rusa de Ciencias), y la SA Lavochkin (Federal de Investigación y la Asociación de Producción), Roscosmos, en colaboración con numerosas organizaciones rusas e internacionales. El satélite astrofísico Spektr R contará con una órbita elíptica. Su apogeo, de 340 000 km, prácticamente llega a la órbita de la Luna. Se trata de un radiotelescopio de resolución ultra-alta: fracciones milenarias de segundo angular que se consigue a cuenta de una gran distancia entre la antena espacial a bordo del Spektr R y las antenas de tierra. El procesamiento de datos recibidos de los telescopios de Tierra y del telescopio espacial es muy complejo . A fin de verificar el complejo sistema y todos los programas que se usan en el proyecto, se necesitará, medio año, aproximadamente. Dentro de ese medio año se podrá aseverar que sí todo funciona y se obtienen eminentes resultados de nivel mundial.